# Jan Váňa

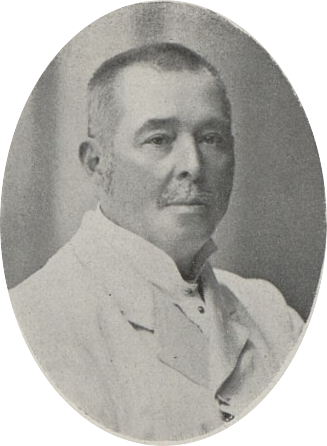

Jan Váňa (ur. w 1847, zm. w 1915) – pisarz czeski, wydawca słowników, tłumacz dzieł angielskich.
Przełożył na język czeski m.in. Alicję w Krainie Czarów (1896) i Podróże Guliwera (1897).

## Twórczość
- Předmluvy a domluvy, čili Třepety nad domácim hnizdem (1900)